# Военные преступления в период вторжения России на Украину

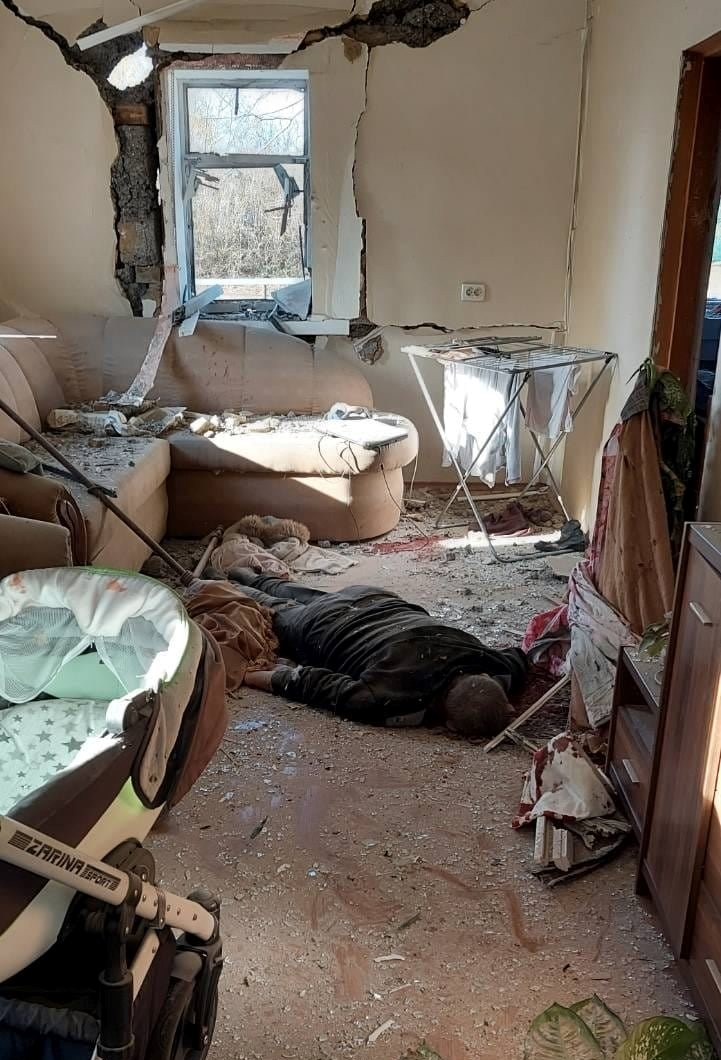
Труп гражданского в квартире после бомбардировки Чернигова

В ходе вторжения России на Украину были зафиксированы доказательства военных преступлений и преступлений против человечества со стороны России. Годовой отчёт HRW отмечает, что военные преступления и нарушения прав человека со стороны РФ во время войны с Украиной являют собой «длинный список нарушений международного гуманитарного права». Военные преступления в Буче представляют часть шаблона, повторённого «бесчисленное количество раз». Отчёт ОБСЕ за период апрель — июнь 2022 показал, что насильственные действия сил РФ на Украине образуют систему, соответствующую квалификации как преступления против человечества. Отчёт ОБСЕ подробно описывает выявленные комиссией свидетельства преступлений российских сил, включая обнаружение пыточных камер в детском лагере в Буче. Отчёт выявил «многочисленные нарушения» международного гуманитарного права, которые представляют собой военные преступления. Согласно октябрьскому отчёту ООН, войска РФ несут ответственность за подавляющее большинство совершённых в Украине военных преступлений. Согласно заявлению Главного прокурора МУС Карима Хана, имеются разумные основания полагать, что на Украине совершались и военные преступления, и преступления против человечности.
В составленном в середине апреля отчёте, посвящённом совершённым в ходе конфликта военным преступлениям, миссия ОБСЕ обнаружила и нарушения со стороны Украины, но сообщила, что нарушения России «несоизмеримо более серьёзны по своей природе и масштабу», и более того, Россия как страна-агрессор несёт ответственность за все человеческие страдания на Украине.
В независимом отчёте, подготовленном исследователями в области геноцида в конце мая 2022 года, говорится о большом количестве доказательств того, что Россия организованно на государственном уровне подстрекает к геноциду и совершает злодеяния, направленные на уничтожение украинского народа.
В ходе боевых действий осуществлялись обстрелы жилых районов, в том числе с использованием оружия неизбирательного действия (кассетных боеприпасов, реактивных систем залпового огня), повлёкших за собой жертвы среди мирного населения. В большинстве таких случаев обвинения выдвигаются против российских войск, газета The New York Times также фиксировала попадания снарядов по гражданским объектам и после проведения украинских атак. Министерство обороны России утверждает, что российская сторона не наносит целенаправленных ударов по жилым районам, при этом, по данным Bellingcat и Amnesty International, в ряде случаев применение Россией неизбирательного оружия осуществлялось вдали от каких-либо заметных военных целей. В ходе вторжения обстрелам подверглись Харьков, Мариуполь, Чернигов, Донецк, Киев и другие города, в том числе не находящиеся под контролем ВСУ. Широкий резонанс получили авиаудар по центру Мариуполя 9 марта, из-за которого были разрушены родильный дом, детское отделение и отделение терапии больницы № 3, бомбардировка мариупольского театра — одна из самых смертоносных атак по мирным гражданам за всё время войны, а также удар по вокзалу в Краматорске, где после попадания ракеты погибли не менее 58 человек, включая 5 детей, и более 100 человек получили ранения. Согласно выводам ОБСЕ, удар по больнице в Мариуполе был умышленно нанесён российскими войсками. Согласно данным мониторинговой миссии Управления верховного комиссара ООН по правам человека, мариупольский театр скорее всего был разрушен российской бомбой, а убийства в Буче совершались российскими военными.
10 июня 2022 года The New York Times выпустила объёмное исследование, в ходе которого дата-журналисты идентифицировали более 2000 боеприпасов, использованных Россией на Украине. Журналисты пришли к выводу, что массовое использование неуправляемых снарядов, включая кассетные боеприпасы, без оглядки на разрушение городов и жертвы среди мирного населения не было случайностью или единичными случаями, и является сознательной стратегией ВС РФ на Украине. Более 210 идентифицированных боеприпасов, обнаруженных, главным образом, в районах с гражданским населением, относились к запрещённым международными соглашениями кассетным боеприпасам. Human Rights Watch и Amnesty International фиксировали применение кассетных боеприпасов с жертвами среди мирного населения в жилых районах Угледара, Харькова, Ахтырки. Около 20 % суббоеприпасов в российских снарядах не детонировали, что сделало их опасными для гражданского населения на годы вперёд.
В перехваченных украинскими правоохранительными органами звонках российских военных, подлинность которых подтвердила The New York Times, они признаются в убийствах мирных жителей Украины и разграблении украинских домов и предприятий.
В апреле, после вывода российских войск из Киевской области, в населённых пунктах, находившихся под их контролем, были обнаружены свидетельства массовых убийств гражданского населения. Наибольшее внимание мировое сообщество обратило на резню в Буче, которую, по данным очевидцев, спутниковых снимков, радиоперехвата и видео с дронов, устроили российские военные. Наблюдателями также были зафиксированы факты похищений и пыток на подконтрольных России территориях. Жертвами становились чиновники оккупированных городов и деревень, журналисты и обычные жители. Российская сторона последовательно отвергает любые обвинения в причастности к смертям мирных граждан, объявляя их клеветой, подделкой и фикцией, при этом игнорируя результаты международных расследований. Мониторинговая миссия ООН по правам человека в Украине также обращала внимание на отдельные возможные нарушения прав человека украинскими силовиками и членами подразделений территориальной обороны, при этом украинское руководство обещает провести расследование отмеченных эпизодов.
Обе стороны обвиняются в жестоком обращении с военнопленными, включая пытки и убийства пленных солдат. О нарушении Женевских конвенций со стороны Украины и России сообщали Human Rights Watch и Amnesty International. ООН отметило, что пытки и насилие в российском плену являются систематическими и одобренными на государственном уровне.
4 марта 2022 года Совет ООН по правам человека поддержал резолюцию, осуждающую вероятные нарушения прав во время вторжения России на Украину, и сообщил о создании комиссии для их расследования.

## Применение оружия неизбирательного действия в жилых районах
Украинские города подвергаются авиаударам и тяжёлым обстрелам в ходе вторжения России, убивая мирных жителей и разрушая больницы, что может быть приравнено к военным преступлениям, сказала Верховный комиссар ООН по правам человека. Как сообщается 30 марта, её офис получил «заслуживающие доверия утверждения» о том, что российские войска применяли кассетные боеприпасы в населённых районах Украины по меньшей мере 24 раза.
По сообщениям Amnesty International и Human Rights Watch, ВС РФ наносят неизбирательные ракетные удары по жилым кварталам, больницам и прочим объектам социальной инфраструктуры, в том числе выпустили ракету 9М79 «Точка» с кассетной боеголовкой по больнице в Угледаре, в результате чего погибло несколько гражданских лиц, что де-юре является преступлением против человечности и человечества в целом.
По данным ОБСЕ, в ходе вторжения российскими войсками были разрушены десятки тысяч гражданских строений — многоэтажных домов, тюрем, административных строений, полицейских участков, станций водо- и электроснабжения и т. д., что привело к катастрофическим последствиям для мирного населения. В большинстве случаев данные об угле атаки, используемом оружии и целях явно подтверждают причастность России к атакам. Жертвы и НКО сообщают, что многие такие удары были нанесены по местам, находящимся вдалеке от каких-либо военных объектов, и, хотя некоторые из них могли ошибаться, маловероятно, что такое количество разрушенных строений, в частности, расположенных вдали от боевых действий между наземными войсками, было использовано в военных целях или повреждено по ошибке. Жертвы среди мирного населения в результате атак российских военных были не соразмерны военному преимуществу, получаемому РФ. Оправданием жертв не может служить применение неточного оружия вследствие отсутствия возможности применения высокоточного.
Российские силы неоднократно атаковали украинские медицинские учреждения, больницы, машины скорой помощи, врачей, пациентов и даже новорождённых — по меньшей мере 34 нападения независимо задокументированы Associated Press в течение месяца с начала вторжения. За первый год войны ВОЗ задокументировала 741 атаку российских войск на здания и персонал системы здравоохранения.
По данным Минобразования Украины, за первый год войны было повреждено не менее 3139 учебных и воспитательных заведений, из которых 441 разрушено полностью. По сентябрьской оценке ЮНИСЕФ, повреждены или разрушены около 10 % школ Украины.

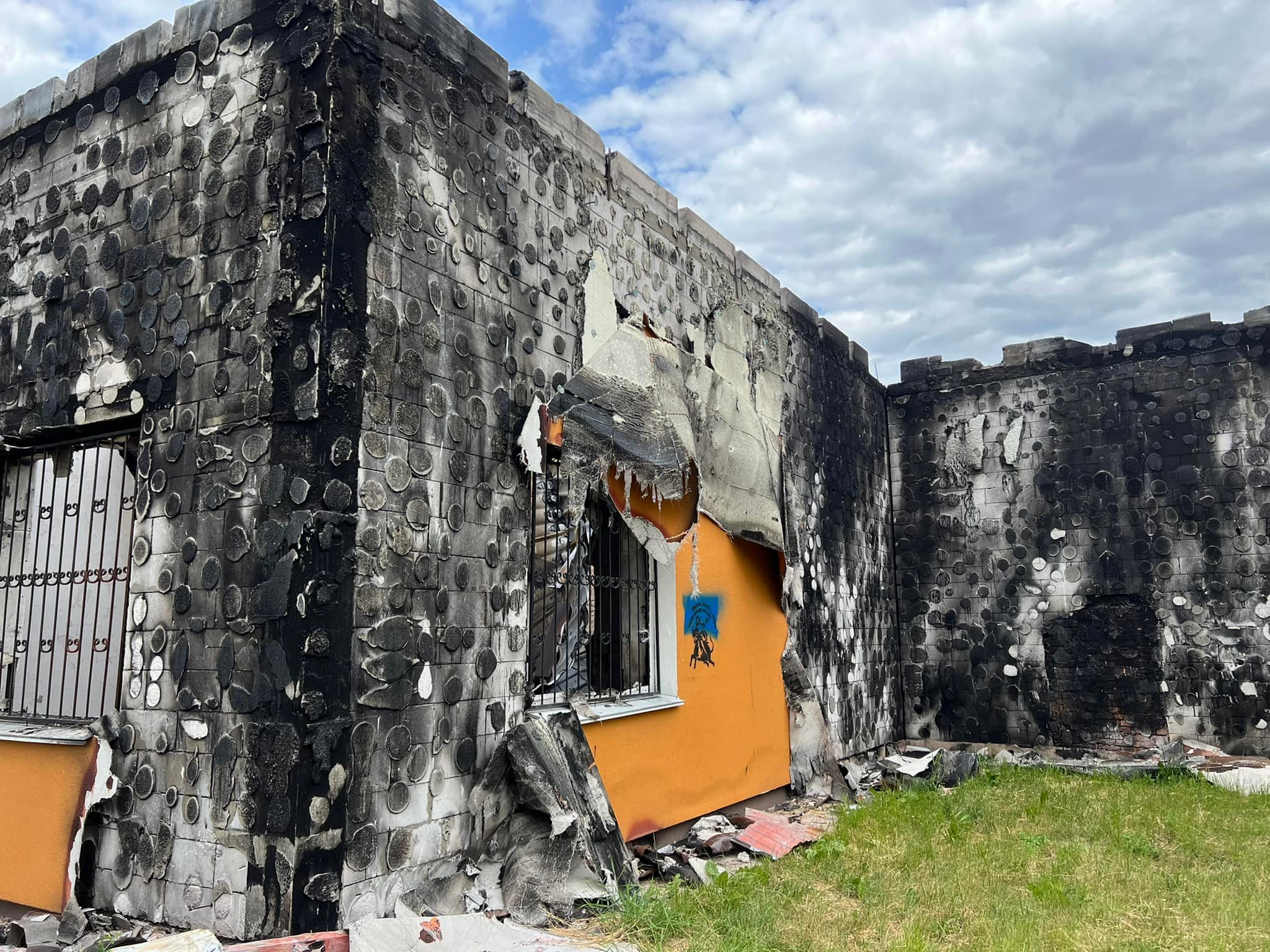
Руины Иванковского историко-краеведческого музея

Были уничтожены или повреждены многочисленные культурно значимые объекты — по данным ЮНЕСКО, по состоянию на 8 марта 2023 года в ходе вторжения пострадали не менее 246 таких объектов: 107 религиозных строений, 20 музеев, 88 исторических зданий и культурных учреждений, 19 памятников и 12 библиотек.
С 3 марта жилые районы города Изюм подвергались постоянным ракетным обстрелам. Жители города оказались лишены газа, электричества, отопления и мобильной связи из-за постоянных обстрелов. В результате атаки 3 марта пострадал центральный госпиталь города и умерло 3 человека. 9 марта российской бомбардировкой жилого дома в Изюме был убит 51 мирный житель.
6 марта в Ирпене российские войска неоднократно обстреляли перекрёсток, по которому жители города эвакуировались в Киев, убив по меньшей мере 8 человек. Украинские военные находились в 180 метрах от перекрёстка, но, несмотря на то, что, скорее всего, российские военные следили за тем, куда прилетают снаряды, они не корректировали огонь и продолжали обстреливать перекрёсток из миномётов. Это указывает или на безрассудство российских военных, или на преднамеренность их атак на мирных жителей.
1 марта Харьковская областная администрация на площади Свободы была атакована российскими крылатыми ракетами класса «Калибр». Через 5-7 минут после первой атаки, когда на место происшествия прибыли спасатели, в то же место прилетела вторая схожая ракета, нацеленная на спасателей и раненых в результате первой атаки. Погибли 29 человек.

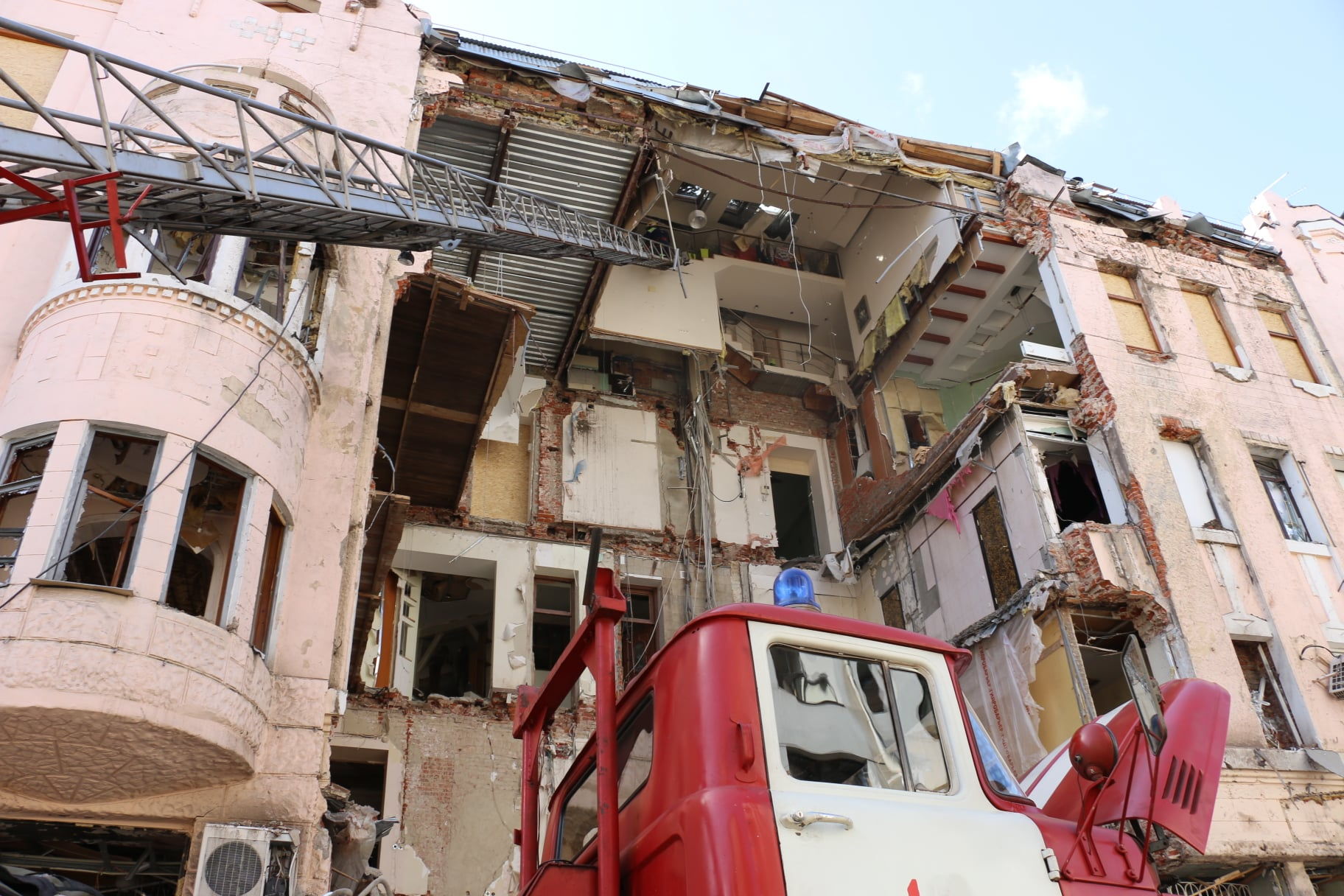
Доходный дом Масловского в Харькове (памятник архитектуры 1911 года) после обстрела 14 марта 2022

Утром 14 марта обстрел центра Харькова разрушил четырёхэтажный жилой дом на улице Свободы — памятник архитектуры местного значения, построенный в 1911 году.
В результате обстрелов была повреждена телевышка в Ровно.
23 апреля Россия нанесла ракетный удар по Одессе, в результате которого погибли трёхмесячная девочка, её мама и бабушка. Ещё один ракетный удар был нанесён 2 мая. В городе были слышны как минимум 2 взрыва, как минимум один человек погиб и один пострадал. Ещё один удар был нанесён 9 мая, Одесса была атакована семью ракетами с использованием авиации. По данным местных властей, один человек погиб, пятерых доставили в больницу.

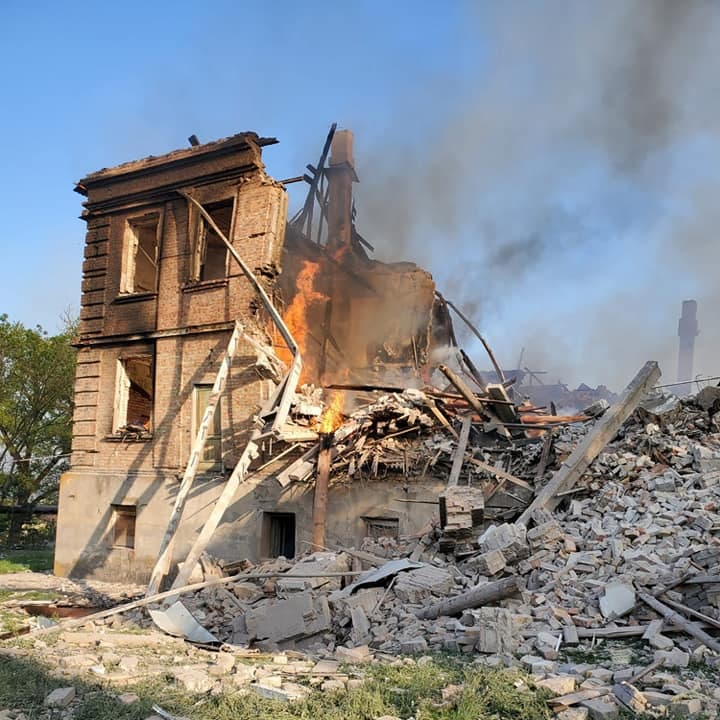
Школа в Белогоровке после обстрела

По данным властей Луганской области, 7 мая в посёлке Белогоровка российские военные разбомбили школу, в которой от бомбёжек укрывались 90 мирных жителей. 30 человек удалось извлечь из-под завалов.
5—26 июня Россия нанесла многочисленные ракетные удары по территории Украины с кораблей в Чёрном море, бомбардировщиков из Беларуси и самолётов над Каспийским морем. В результате была повреждена гражданская инфраструктура в Николаеве, один человек погиб после попадания ракеты в жилой дом в Киеве, ещё одна ракета повредила детский сад.
1 июля российские самолёты выпустили три ракеты по посёлку Сергеевка в окрестностях Одессы. Одна из ракет частично разрушила жилой девятиэтажный дом, две другие попали в базы отдыха. По официальным сообщениям, 21 человек погиб, включая 12-летнего мальчика. 38 человек, в том числе 6 детей пострадали.
Расследовательская группа Bellingcat создала интерактивную карту ущерба гражданскому населению и инфраструктуре Украины.
В статье в New York Times был сделан вывод, что жестокое поведение российской армии по отношению к мирным жителям стало для России стандартной военной практикой. Такая тактика выработалась после ряда военных конфликтов, начиная с Афганской войны и заканчивая Сирийской, она позволяла уничтожать повстанцев и минимизировать потери сухопутных войск. Кроме того, такие «сильные лидеры», как Путин, несут меньшую ответственность перед гражданами и имеют меньшие ограничения на свою силу, чем демократические лидеры или другие типы диктаторов, и потому могут вести войну более агрессивно и игнорировать общественное недовольство жертвами среди мирного населения. Наконец, у России в войне против Украины практически полностью отсутствуют союзники, которые могли бы сдерживать агрессию по отношению к мирным жителям.

### Использование противопехотных мин
По данным Human Rights Watch, Вооружёнными силами Украины в боях за Изюм в ходе отражения вторжения России использовались мины ПФМ-1. Минирование производилось путём использования реактивных снарядов, выпускаемых из РСЗО «Ураган». Российская армия в ходе вторжения на Украину применяла противопехотные мины многократно.

### Применение кассетных боеприпасов

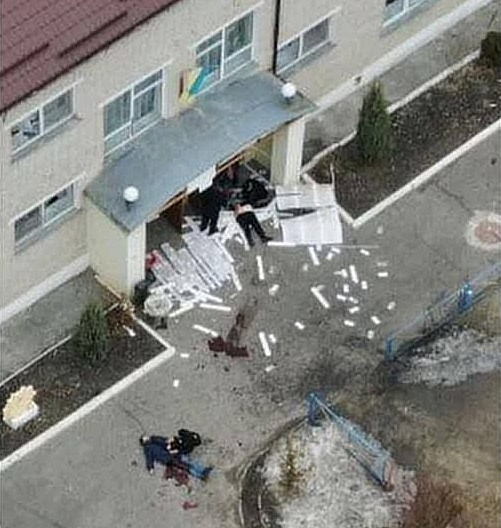
Последствия обстрела детского сада в Ахтырке

25 февраля в Ахтырке российскими войсками из РСЗО «Ураган» с применением кластерных боеприпасов были обстреляны ясли и детский сад. Погибли 3 человека, прятавшиеся там во время боёв, в том числе один ребёнок.
28 февраля жилые районы Харькова были обстреляны из систем залпового огня «Смерч». Организация Amnesty International, расследовавшая воздушную бомбардировку улицы Черновола в Чернигове, произошедшую 3 марта, высказала мнение, что этот акт можно рассматривать как военное преступление. Согласно отчёту организации, атака была проведена на жилой район, в котором отсутствовали военные цели. При атаке были сброшены не менее 8 неуправляемых авиационных бомб, накрывших очередь у продуктового магазина. Погибли 47 гражданских лиц.
2 марта газета The Guardian со ссылкой на расследовательскую группу Bellingcat сообщила, что обнаружены свидетельства использования Россией кассетных бомб в жилых районах, в том числе в ходе атаки на парковку в Харькове 28 февраля. The Guardian упоминает также остатки кассетной бомбы, найденный 25 февраля на дороге в Харькове, и видеозапись приземления такой бомбы в городе Буче к северо-западу от Киева. 11 марта Управление Верховного комиссара ООН по правам человека сообщило, что располагает достоверными данными о применении российскими силами кластерных боеприпасов, в том числе в жилых районах Угледара и Харькова. В результате применения кассетных боеприпасов погибли 13 и получили ранения 47 гражданских лиц. По данным Bellingcat и Amnesty International, в ряде случаев применение неизбирательного оружия осуществлялось вдали от каких-либо заметных военных целей.
7, 11 и 13 марта вооружённые силы России обстреливали Николаев кассетными боеприпасами. В результате нападения 13 марта погибли девять мирных жителей, стоявших на улице в очереди к банкомату. По словам мэра Николаева, кассетными были около 80 % снарядов при обстрелах города, продолжавшихся несколько месяцев почти каждый день.
Мониторинговая миссия Управления верховного комиссара ООН по правам человека высказала озабоченность ведением обеими сторонами боевых действий с использованием «Точки-У» с кластерными боеприпасами. Эти ракеты не точны, и они способны нести боеголовки с 50 кассетными суббоеприпасами, представляющими значительную угрозу для жизни мирного населения. Хотя российская сторона утверждала, что она прекратила использование «Точки-У», были получены убедительные доказательства того, что это вооружение применялось российскими войсками и после 24 февраля. Всего было зафиксировано 20 случаев применения «Точки-У» в населённых зонах, 10 таких атак привели к как минимум 279 жертвам.

### Обстрел Мариуполя
С начала войны жилые кварталы Мариуполя регулярно обстреливались российскими войсками, что привело к многочисленным жертвам. На 16 июня ООН подтвердила гибель 1348 мирных граждан, в том числе 70 детей, в ходе боевых действий в Мариуполе; реальное число погибших мирных жителей исчисляется тысячами. Обстрелы привели к разрушению инфраструктуры города: по официальным украинским данным, в Мариуполе были повреждены 90 % всех зданий, из которых 40 % были разрушены. Во время боёв было уничтожено 90 % больниц Мариуполя, 23 школы и 28 детских садов. Анализ спутниковых снимков показал, что 62 процента территории города с частным жильём пострадали от обстрелов. Помещения, транспортные средства и персонал скорой помощи и противопожарных служб неоднократно подвергались обстрелам. В городе нет электроэнергии, воды и отопления, истощились запасы еды, воды и лекарств, жители оказались в тяжёлой гуманитарной ситуации — глава МККК назвал масштабы страданий жителей Мариуполя безмерными. Российская сторона обвинялась в нарушении режима прекращения ведения огня и стрельбе по гуманитарным коридорам, она мешала доставке в город гуманитарной помощи и автобусов для эвакуации. По данным мэра Мариуполя, по состоянию на 11 апреля 2022 года число умерших в Мариуполе может превышать 10000 человек. Блокада Мариуполя была сравнена украинскими и американскими официальными лицами с блокадой Ленинграда во время Второй мировой войны. 

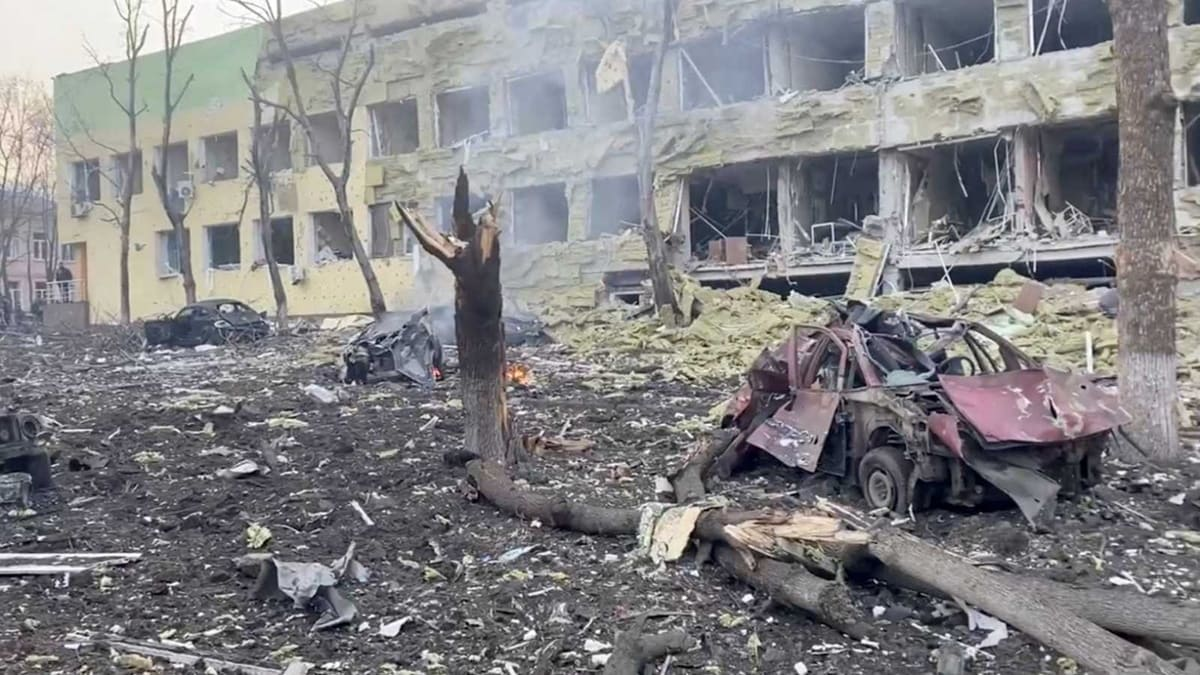
Разрушенная городская больница и окрестности.

#### Обстрел больницы в Мариуполе
9 марта 2022 года войска РФ нанесли целенаправленный и ничем не оправданный авиаудар по центру Мариуполя, сбросив несколько авиабомб по медицинским учреждениям. В результате были разрушены родильный дом № 2, больница № 3, детское отделение и отделение терапии. Погиб один ребёнок и двое взрослых, пострадало 17 человек — женщины, дети, врачи. Одна из раненных рожениц вместе с рождённым впоследствии ребёнком позже умерли от травм. Представители РФ позже сделали ряд противоречивых и ложных заявлений, пытаясь объяснить атаку.

#### Бомбардировка Мариупольского театра
16 марта 2022 года в результате российского авианалёта был уничтожен Донецкий академический областной драматический театр. Театр использовался в качестве бомбоубежища во время осады Мариуполя, и в нём, по состоянию на 16 марта 2022 года, находились от 500 до 1200 мирных жителей. Около 150 человек смогли выбраться из руин, а около 300 человек были признаны погибшими. 3 апреля эксперты ОБСЕ заявили, что российские военные несут ответственность за бомбардировку Мариупольского театра, назвав это военным преступлением. 30 июня международная правозащитная организация Amnesty International пришла к такому же выводу.

### Обстрел мирных жителей у вокзала Краматорска

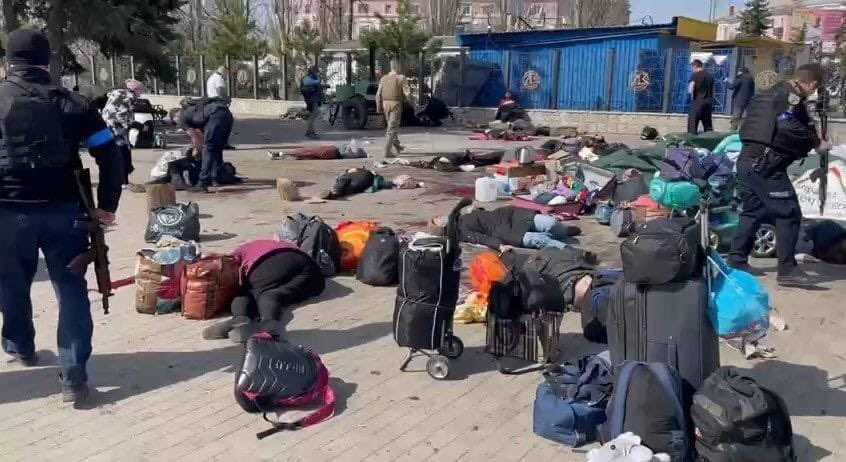
Площадь вокзала после обстрела

8 апреля нанесён ракетный удар по железнодорожному вокзалу в Краматорске. В момент удара на вокзале были тысячи людей, которые ждали эвакуации преддверии предполагаемого масштабного наступления российских войск. Ракета попала во временный зал ожидания. На ракету была нанесена надпись на русском языке «ЗА ДЕТЕЙ». Погибли не менее 58 человек, включая 5 детей; 109 человек получили ранения. Для удара по железнодорожному вокзалу была применена ракета с кассетной боеголовкой, применение которых запрещено конвенцией ООН. Украинские власти и западные эксперты заявили, что удар был осуществлён силами РФ. Россия обвинения в свою сторону опровергает.

### Ракетный удар по торговому центру в Кременчуге
Днём 27 июня был нанесён ракетный удар по торговому центру «Амстор» в Кременчуге. В момент удара в торговом центре находились сотни людей. Погибло не менее 20 человек и были ранены не менее 59. Украинские власти заявили, что удар был нанесён ракетами Х-22, запущенными с российских бомбардировщиков Ту-22М3. Министерство обороны России призналось в нанесении ракетного удара, однако отрицает то, что ракеты попали по торговому центру, утверждая, будто не работавший торговый центр подожгли взорвавшиеся боеприпасы с ближайшего завода, по которому попали российские ракеты. «Би-би-си» и другие издания проверили заявления российской стороны и указали на их безосновательность и противоречивость. Лидеры стран Большой семёрки резко отреагировали на происшествие, назвав удар военным преступлением.

## Ненадлежащие обращение с военнопленными и гражданским населением на контролируемых территориях

### Похищения чиновников, их родственников и гражданских активистов
Верховный комиссар ООН по правам человека Мишель Бачелет сообщила о фиксации 180 возможных случаях похищений людей на российской стороне и восьми — на украинской. По данным мониторинговой миссии Управления верховного комиссара ООН по правам человека, по состоянию на 15 мая на территориях, подконтрольных России, произошло 248 задержаний. Большинство жертв были местными чиновниками, активистами, журналистами, религиозными лидерами или бывшими военными. Местонахождение 170 жертв до сих пор не удалось установить, некоторые из них были перевезены в РФ, ЛНР/ДНР или оккупированный Крым. Трупы 6 жертв удалось найти на территории Украины.
Владимир Струк, мэр г. Кременная Луганской области (подконтрольной Украине на тот момент), был похищен неизвестными лицами в камуфляжной форме 1 марта 2022 года. На следующий день он был найден с ранением в области сердца. Вечером 2 марта советник главы МВД Украины Антон Геращенко сообщил, что тот был убит «неизвестными патриотами» из-за своей активной «пророссийской позиции».
11 марта российскими военными был похищен мэр Мелитополя Иван Фёдоров, что вызвало протестные выступления местных жителей. 13 марта было сообщено, что захвачен Евгений Матвеев, глава администрации ещё одного города Запорожской области — Днепрорудного, полностью блокированного российскими войсками, 19 марта — мэр города Берислав Александр Шаповалов и местный активист, 20 марта — первый заместитель мэра Энергодара Иван Самойлюк, а 23 марта депутат Херсонского облсовета Александр Книга. 25 марта вице-премьер Украины Ирина Верещук сообщила, что в общей сложности российской стороной захвачены главы 14 населённых пунктов, а через два дня президент Зеленский заявил, что некоторые из них найдены мёртвыми. По сообщениям украинских СМИ, в братской могиле в селе Мотыжин Киевской области после ухода российских войск были найдены тела главы местного самоуправления Ольги Сухенко, её мужа и сына. Глава районной госадминистрации Запорожской области Украины Олег Буряк сообщил о том, что российские военные взяли в заложники его 16-летнего сына.
Российские военные пытали, похищали и запугивали украинских журналистов, мешающих распространению российской пропаганды. Например, были хорошо задокументированы похищение и пытки украинского журналиста, работавшего переводчиком в «Radio France». Российские солдаты лишили его пищи, пытали током и инсценировали казнь.
По данным миссии ОБСЕ, с начала вторжения были похищены 24 украинских чиновника и 21 журналист или активист.
По данным Всемирной организации против пыток, похищениям и пыткам также подвергались мирные жители. Особому риску подвергалось население, выражающее проукраинскую позицию, занимающееся активизмом и имеющее связи с армией в прошлом. Методы пыток включали в себя жестокие избиения, пытку током, угрозы казни и инсценировку казни. Были получены сообщения о пытках в следственном изоляторе Херсона, селе Старая Збурьевка и Мелитополе.
УВКПЧ задокументировало случай насильственного исчезновения школьного учителя в Запорожской области. В конце марта российские войска задержали его в его доме и не дали ему возможности сообщить родным о своём состоянии и местонахождении в течение трёх недель, пока он находился под стражей. Жертва прошла через восемь сеансов пыток, включающих избиение, пытку током, имитацию казни, выкапывание могилы для себя, сексуальное насилие и содержание в металлическом ящике. Пытки были совершены российскими военными, вооружёнными формированиями, связанными с Россией, и сотрудниками пенитенциарного учреждения в РФ. В течение трёх недель он ночевал в как минимум восьми разных местах, зачастую в нечеловеческих условиях. Его родственники и друзья не получали никакой информации о нём до его освобождения по обмену в середине апреля.
Некоторые гражданские похищались для того, чтобы заставить их сотрудничать с оккупационными военно-гражданскими администрациями или ВС РФ или заставить признаться в сотрудничестве с ВС Украины. Учителей похищали для того, чтобы заставить их преподавать по программам РФ. Похищенные подвергались разнообразным пыткам: жертвы сообщили, что их держали связанными с завязанными глазами в течение нескольких дней; избивали руками, ногами, дубинками или палками; подвергали инсценированной казни; угрожали сексуальным насилием; клали в закрытый металлический ящик; заставляли петь или кричать лозунги, прославляющие Россию; оставляли без пищи или воды; держали в переполненных помещениях с плохими санитарными условиями.

### Убийства и ранения участников мирных протестов
По данным Украинской службы Би-би-си на 2 марта, жители Мелитополя организовали мирный несколькотысячный протест под украинскими флагами, обвинив российских солдат в обстрелах и грабежах магазинов.
Утром 2 марта мэр Энергодара заявил, что российские войска приближаются к городу; протестующие жители перекрыли дороги. Они несли украинские флаги и использовали мусоровозы для блокады. Мэр сообщил Укринформу, что два человека получили ранения, когда российские военнослужащие бросили гранаты в толпу мирных жителей.
21 марта проходил протест в Херсоне, в ходе которого жители перекрывали дорогу военной технике; по его завершении вновь было заявлено о раненых протестующих.
2 апреля во время протестов в Энергодаре в результате стрельбы и взрывов, произведённых российскими военными, 4 человека получили ранения.
В опубликованном в конце июля отчёте Human Rights Watch рассматривались несколько случаев насилия над протестующими, волонтёрами и журналистами, детально описывались как последствия жёстких разгонов демонстраций, так и применение пыток к похищенным и насильно удерживаемым общественным активистам.
Издание Financial Times сообщило, что 15 октября в городе Скадовске Херсонской области оккупационные власти показательно казнили 56-летнюю Татьяну Мудренко, выступавшую против российской оккупации.

### Насильственный вывоз гражданского населения
Российские и подконтрольные силы насильственно перемещают жителей Украины из оккупированных РФ территорий. Детей разлучают с семьями. Препятствуют выходу населения на подконтрольные Украине территории. Опрошенные Amnesty International 88 человек говорят, что силы РФ подвергают фильтрации насильственно перемещаемых, некоторых задерживают, избивают, пытают и угрожают казнью. Amnesty International квалифицируют эти насильственные депортации как военные преступления и преступления против человечности.
Сообщалось о возможных случаях насильственного вывоза гражданского населения с подконтрольных российской армии территорий и создании «фильтрационных лагерей». В частности было заявлен случай насильственного вывоза медицинского персонала и пациентов из городской больницы № 1 в Мариуполе.
Сообщалось о перекрытиях и обстрелах коридоров, ведущих на украинскую территорию, обстреле убежищ для беженцев и путей эвакуации. Россия утверждает, что такие атаки совершает украинская сторона или иные силы, но Миссии ОБСЕ кажется маловероятным, что Украина препятствует доставке гуманитарной помощи собственному населению. Международная федерация за права человека и её членская организация на Украине Центр гражданских свобод (ЦГС) сообщили о наличии доказательств насильственного перемещения российскими военными мирных жителей из осаждённого Мариуполя в Россию, неподконтрольные Украине территории Донецкой и Луганской областей, Крым с использованием практики фильтрационных лагерей. По данным ЦГС при этом разлучались семьи, изымались документы и телефоны. По данным ЦГС, российские силы также не пропускали мирных жителей через гуманитарные коридоры в неоккупированные части Украины, открывая огонь по мирным жителям. По словам украинских официальных лиц такая же практика применялась российскими войсками в окрестностях Сум, Харькова и Киева. По данным отчёта New Lines Institute, российские войска открывали огонь по эвакуационным конвоям в Киевской, Харьковской и Черниговской областях и атаковали пути эвакуации из Мотыжина, Чернигова и Мариуполя.
По данным очевидцев, опрошенных «Медузой» и «Медийной инициативой за права человека», прошедшие через фильтрационные лагеря сталкивались с допросами, плохими условиями проживания, грубым обращением, взяточничеством, угрозами со стороны военных и установкой в их телефоны прослушки.
По данным мониторинговой миссии Управления верховного комиссара ООН по правам человека, в фильтрационных лагерях лица, подвергшиеся «фильтрации», подвергались запугиванию, унижению и избиению, что может быть приравнено к жестокому обращению, и в ряде случаев подвергались сексуальному насилию. УВКПЧ также получило достоверные сообщения о том, что некоторые дети были разлучены со своими родителями, не прошедшими «фильтрацию». Лица, ожидавшие «фильтрации», часто ночевали в транспортных средствах или необорудованных помещениях, иногда без надлежащего доступа к пище, воде и санитарии.
Украинские официальные лица также обвиняли Россию в депортации украинских детей для их дальнейшего усыновления россиянами. По данным журналистского расследования «Вёрстки» и украинских официальных лиц, детей вывозили из ДНР, ЛНР, Мариуполя. Часть детей были сиротами, часть стали ими в ходе боевых действий, а некоторых разлучили с их родителями. Некоторые из них были размещены в спортивно-оздоровительном центре «Ромашка», часть детей уже была передана в приёмные семьи в Московской области. Женевская конвенция запрещает перемещать детей на территорию государства-агрессора — им должны быть предоставлены гуманитарные коридоры в безопасную зону их родной страны или в нейтральную страну. Верховный комиссар ООН по правам человека Мишель Бачелет выразила обеспокоенность в связи с этими сообщениями и сообщила, что расследование уже ведётся.
Директор Amnesty International Ukraine в интервью DW от 4 апреля отметила, что организации удалось взять определённое количество интервью у людей, которым не дали возможность уехать на Украину — «Им давали возможность уехать только в одном направлении. Это прямое нарушение норм гуманитарного права». В то же время представителям организации «не удалось поговорить с людьми, которых не в юридическом, а в человеческом смысле вывезли силой».
В докладе международной правозащитной организации Human Rights Watch приводятся многочисленные факты того, как российские оккупационные власти с начала вторжения насильственно перемещают граждан Украины. При этом украинцы проходят через «фильтрацию» и неоднократные допросы, имевшие оскорбительный и карательный характер. Чаще всего насильно депортировались украинцы, жившие в Мариуполе и Харьковской области. Правозащитники в своём докладе приравнивают к военному преступлению незаконный вывоз украинцев в Россию.

### Насилие по отношению к военнопленным
По мнению газеты The Washington Post, украинские власти, вероятно, нарушают Женевские конвенции об обращении с военнопленными в пункте «защита от оскорблений и любопытства толпы». Вывод сделан на основе публикаций официальных каналах Telegram, Twitter, YouTube Министерства внутренних дел «ужасных» фотографий и видео убитых и взятых в плен российских военнослужащих. Газета также публикует мнение эксперта, что хотя такие нарушения и могут оказаться незначительными по сравнению с доказательствами того, что российские вооружённые силы убивают мирных жителей и беспорядочно бомбят жилые кварталы, но они могут лишить Украину возможности привлечь Россию к ответственности за нарушение международных законов.
Human Rights Watch призвала российские и украинские власти больше не размещать в социальных сетях и мессенджерах видеозаписи с военнопленными, уточнив, что подобные действия являются нарушением Женевской конвенции в отношении международного гуманитарного права. Старший юрисконсульт Эшлинг Рейди заявила: «Обязанность защищать военнопленных, чтобы они не стали объектами общественного любопытства, а также не допускать их запугивания или унижения, — часть более глобального требования гуманно обращаться с военнопленными и защитить их семьи от возможного вреда».
25 марта в социальных сетях было опубликовано видео, предположительно показывающее пытки пленных российских солдат украинскими военными и вызвавшее широкий резонанс в мировых СМИ, а также реакцию официальных лиц России и Украины.
Миссия по наблюдению за соблюдением прав человека ООН выразила обеспокоенность в связи с тем, что украинских военнопленных принуждали унижать своё командование и товарищей, выкрикивать лозунги, прославляющие ВС РФ, а также видимыми синяками у некоторых пленных. Уполномоченная по правам человека Украины заявила, что некоторые вернувшиеся украинские военнопленные пожаловались на жестокое обращение в плену, нарушающее Женевские конвенции. Мониторинговая миссия Управления верховного комиссара ООН по правам человека получила достоверные сведения о жестоком обращение с украинскими военнопленными. Их били, душили, пытали и запугивали, спускали на них собак и угрожали сексуальным насилием. У некоторых выпали зубы, распухли тела и руки, что впоследствии не позволяло им спать. Позже они также подвергались различным формам жестокого обращения: им не разрешали оставаться на своих кроватях днём, заставляли учить и петь гимн России, а в случае отказа избивали, у них крали одежду, обувь, деньги и религиозные принадлежности.
4 апреля появилось видео с убийством раненого российского военнопленного, обвиняемого украинскими солдатами в мародёрстве. Позднее The New York Times подтвердило подлинность этого видео и отметило, что оно было снято на дороге к северу от села Дмитровка, примерно в семи милях к юго-западу от Бучи.
7 апреля Der Spiegel опубликовала данные из доклада немецкой разведки Бундестагу, произведённого 6 апреля. Согласно озвученным парламентариям данным радиоперехватов, российскими военнослужащими производились расстрелы украинских военнопленных, после того как те проходили процедуру допроса. Также 7 апреля распространилось видео, на котором солдаты Вооружённых силы Украины добивают российских военных со связанными за спиной руками и изувеченным горлом.
20 апреля Главное управление разведки Министерства обороны Украины заявило об аудиоперехвате разговора российских военнослужащих, в котором шла речь о приказе убить всех военнопленных ВСУ в районе Попасной.
11 мая глава мониторинговой миссии ООН Матильда Богнер заявила, что есть достоверная информация о жестоком обращении, пытках и лишении связи с окружающим миром в отношении российских военнопленных со стороны украинских военных.
28 июля распространились видео, на которых российский военнослужащий кастрирует и казнит украинского пленного. Предположительно видео снято в Северодонецке. Видео было названо очередным доказательством военных преступлений ВС РФ.
В сентябре СБУ опубликовало перехваченную запись разговора водителя бронетранспортёра 15-й отдельной мотострелковой бригады России, датированную 15 апреля, в которой он в общении со своими родственниками описал пытки и издевательства над украинским военнопленным в Харьковской области.
После появления видео с предположительно казнью пленного военнослужащего Украины, с российской армией, как и с террористами «Исламского государства», ассоциируются казни с отрезанием голов.

#### Пытки в селе Малая Рогань
27 марта Мария Дубовикова опубликовала в Твиттере видео, на котором предположительно украинские солдаты простреливают ноги пленным россиянам. Председатель Следственного комитета РФ поручил Главному следственному управлению расследование обстоятельств данного инцидента. Украинские официальные лица со своей стороны также сообщили, что обвинения будут расследованы. Human Rights Watch и Amnesty International сообщают, что публикация видеозаписей с российскими военнопленными является нарушением Женевских конвенций об обращении с военнопленными со стороны Украины.
Управление Верховного комиссара ООН по правам человека в своём отчёте назвало произошедшее одним из двух задокументированных случаев пыток и убийств военнопленных со стороны украинских солдат, отметило, что в случае подтверждения произошедшее будет квалифицироваться как военное преступление, и сообщило, что обеспокоено этими двумя случаями, а также достоверными отчётами о случаях пыток и издевательств над военнопленными со стороны российских и пророссийских солдат.

#### Смертные приговоры украинским военнопленным
9 июня 2022 года Верховный суд самопровозглашённой ДНР приговорил к смертной казни трёх украинских военнопленных: Шона Пиннера и Эйдена Аслина, подданных Великобритании, и Саадуна Брагима, подданного Марокко. Все трое служат в 36-й бригаде морской пехоты ВСУ, подписали контракты ещё до начала российского вторжения, жили на Украине как минимум несколько лет, а Эйден Аслин получил гражданство Украины. Им вменили в вину «наёмничество и насильственный захват власти группой лиц». Судебный процесс занял три дня и не был доступен для журналистов. Все новости, поступавшие из суда, были доступны через российские государственные СМИ. Пресс-секретарь Управления Верховного комиссара ООН по правам человека Равина Шамдасани назвала такой суд над военнопленными военным преступлением.

## Массовые убийства мирных граждан
За период с начала боевых действий до 15 мая члены мониторинговой миссии Управления верховного комиссара ООН по правам человека получили данные об убийствах более 300 мирных жителей, предположительно совершённых российскими военными вне боевых действий в более чем 30 городах Украины. По данным ООН, российские войска только в первые недели вторжения на Украину убили как минимум 441 мирного жителя, среди которых 30 детей.

### Массовое убийство мирных граждан в Буче
В марте 2022 года в городе Буча и его окрестностях, которые контролировались российскими войсками в ходе вторжения на Украину, совершались массовые убийства мирных граждан. Всего, по словам мэра Бучи, в городе погибло 320 мирных жителей. По данным очевидцев, спутниковых снимков, радиоперехвата и видео с дронов, убийства в Буче совершались российскими военными. После этого Россию обвинили в геноциде украинцев власти Украины и Польши, а также президент США Байден. Президент Франции Эммануэль Макрон, заявив, что «установлено, что российская армия совершила военные преступления», в то же время отказался называть действия российских войск на Украине геноцидом. После обнаружения свидетельств массовых убийств гражданского населения в Буче генеральный секретарь Amnesty International Аньес Калламар заявила, что они «не являются единичными инцидентами и, вероятно, являются частью ещё более масштабной схемы военных преступлений, включая внесудебные казни, пытки и изнасилования в других оккупированных районах Украины». По мнению доктора Джека Уотлинга из RUSI данные действия являются частью российской доктрины антипартизанской войны, которая заключается в коллективном наказании. Об организованном характере убийств мирного населения в комментарии в Twitter написал глава MI6 Ричард Мур. Издание Der Spiegel сообщило, что убийства не были случайностью.

### Другие массовые убийства под Киевом
Мониторинговая миссия ООН по правам человека в Украине задокументировала по меньшей мере 180 случаев задержаний и исчезновений местных чиновников, журналистов, гражданских лиц и отставных военнослужащих российскими силами. Пять из этих жертв были найдены мёртвыми. Сотрудники ООН задокументировали десятки случаев нападения российских сил на гражданских лиц мужского пола вокруг Киева. Некоторые из них были избиты, задержаны или казнены, а некоторые были доставлены в лагеря для задержанных в России и Беларуси.
- В Макарове после освобождения посёлка от российских оккупантов были найдены тела 132 расстрелянных мирных жителей. Российские оккупанты разрушили посёлок на 40 %[199].

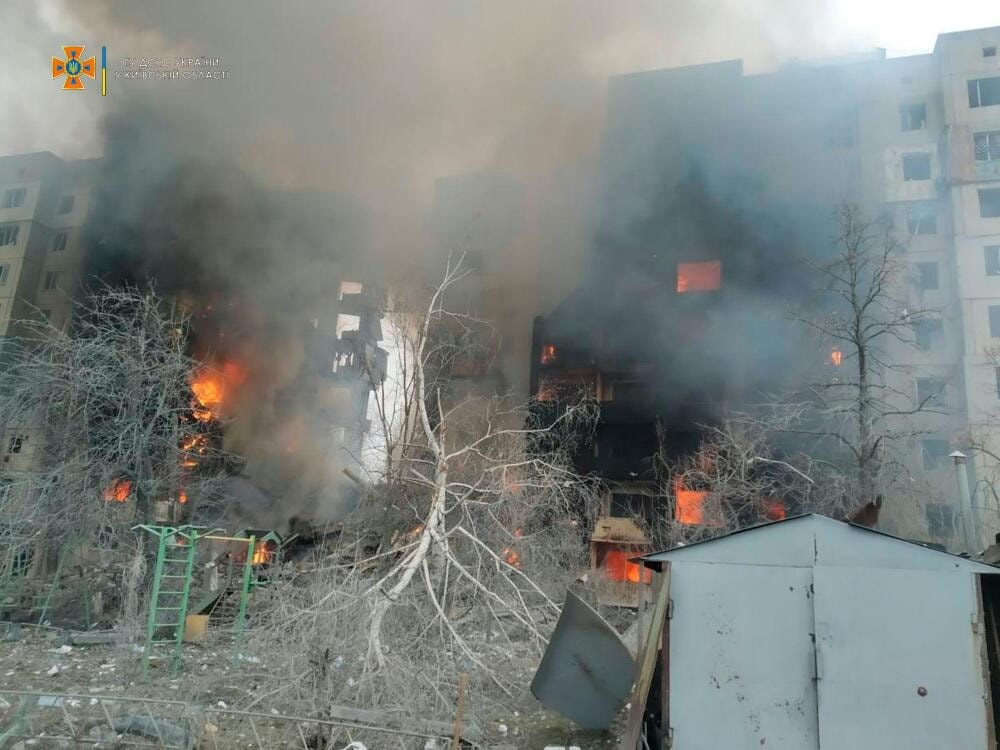
Бородянка после бомбардировки 2 марта 2022 года

- По словам Сергея Никифорова, пресс-секретаря Зеленского, в Бородянке ситуация могла сложиться ещё хуже, чем в Буче[200]. Российская авиация разбомбила там 8 многоэтажных домов, под завалами которых погибли не менее 40 мирных жителей[201]. По словам местных жителей, российские военные убивали их и не давали забрать трупы, угрожая убить тех, кто поможет пострадавшим, оказавшимся под завалами[202][203]. Из-под завалов только двух домов извлекли 26 тел, ещё 200 человек числятся пропавшими без вести[204].
- В селе Бузовая обнаружили братскую могилу с телами десятков гражданских лиц[205].
- Жители Ирпеня в интервью BBC утверждали, что российские военные разрушали жилые дома и расстреливали мирных жителей[206]. Мэр Ирпеня Александр Макрушин сообщил о гибели около 300 мирных жителей[207].
- В лесу у села Мироцкое (Бучанский район) украинская полиция нашла ещё одно массовое захоронение с неясным числом трупов. В полиции считают, что перед смертью людей избивали и пытали[208].
- Жители села Новый Быков Черниговской области сообщили о массовых убийствах, совершённых российскими военными. Полиции Украины пока удалось найти только 3 тела[209].
- В Старом Быкове российскими солдатами были казнены как минимум 6 человек по данным матери одного из них[210].
- По данным главы Сумской областной военной администрации, за время российской оккупации погибло 100 мирных жителей Сум. Некоторые тела были найдены в наручниках со следами пыток и доказательствами того, что они были убиты выстрелом в голову[211].

### Массовые убийства в Тростянце
Посетив освобождённый от российской оккупации Тростянец, The Guardian обнаружил доказательства массовых казней, пыток и грабежей местных жителей. Мэр Тростянца заявил, что российскими войсками было убито более 50 местных жителей.

### Массовые захоронения около Мариуполя
22 апреля на спутниковых снимках в 19 км от Мариуполя были обнаружены массовые захоронения, в которых, согласно утверждениям украинской стороны, могут быть захоронены до 9000 жертв российских войск.

## Использование гражданских в качестве «живого щита»
Обе страны предъявляли друг другу взаимные обвинения в использовании гражданского населения в качестве «живого щита», в то же время Al Jazeera призвали скептически относиться к заявлениям российской стороны о фактах его применения.
Россия заявила, что члены полка «Азов» использовали гражданских в качестве щита в Мариуполе, а также — объявила о проведении расследования военных преступлений и установлении причастности к ним пленных «азовцев».
С российской стороны также поступало заявление о удерживаемых в роли «живого щита» индийских студентах — оно стало одной из тем обсуждения между премьер-министром Индии и президентом России; в дальнейшем, по информации Reuters, индийские власти не смогли обнаружить фактов удержания индийских студентов в украинском плену.
Россия неоднократно обвинялась в использовании мирных жителей, в том числе и детей, в качестве «живого щита» для захвата и удержания городов, для прикрытия конвоев под видом «зелёных коридоров». Отчёт ООН в 2023 году говорит, что Россия использовала 91 ребёнка в качестве живого щита. Также сообщалось о размещении военной техники в жилых районах и на оживлённых автомобильных трассах, в начале августа 2022 года The New York Times заявили, что российская артиллерия обстреливает украинские войска, прикрываясь Запорожской АЭС.
По заявлению BBC были получены доказательства использования российскими солдатами «живого щита» под селом Обуховичи.
Издание New York Times сообщило, что в селе Ягодное российская армия в течение месяца удерживала в качестве заложников и использовала как «живой щит» более 300 человек, в том числе 77 детей. Они содержались в тесном подвале сельской школы, в которой россияне обустроили свою базу, страдали от нехватки света и воды и отсутствия вентиляции. Из-за тесноты заложникам не хватало кислорода, они не могли спать лёжа. От невыносимых условий содержания 10 из них скончались.
В ответ на вопросы Washington Post по этому поводу Алексей Арестович заявил, что одобренная парламентом военная доктрина Украины предусматривает принцип «тотальной обороны»: добровольцам теробороны дана легальная возможность защищать свои дома, в том числе — в городской застройке. По мнению экспертов, расположение техники и военных объектов среди жилых домов увеличивает опасность для мирных жителей и затрудняет выдвижение обвинений в преднамеренном обстреле гражданских лиц.
3 августа 2022 года Amnesty International заявила, что тактика украинских военных, которые размещают вооружение в жилых районах в присутствии гражданских лиц, «нарушает международное гуманитарное право и подвергает опасности мирных жителей», что, однако, «никоим образом не оправдывает неизбирательные атаки России»: «Неизбирательные нападения, в результате которых гибнут или получают ранения гражданские лица или повреждаются гражданские объекты, являются военными преступлениями». Представители Amnesty International посетили 29 школ в Донбассе, а также Николаевской области и в 22 из них обнаружили солдат или свидетельства военной деятельности. «Мы зафиксировали, как украинские силы подвергают риску мирных жителей и нарушают законы войны, когда действуют в населённых пунктах», — заявила генеральный секретарь Amnesty International Аньес Калламар. Доклад Amnesty был с ликованием подхвачен посольством РФ в Великобритании. Российские СМИ использовали доклад как аргумент для предыдущих утверждений Москвы о том, что Россия наносит удары только по военным объектам. Пресс-секретарь МИД России привела утверждения Amnesty International как доказательство того, что Украина использует гражданских в качестве живого щита.
Несколько учёных военного и международного права отвергли заявления России о живом щите. Согласно учёным, для тезисов доклада выбраны плохие формулировки, которые размывают юридические различия и игнорируют боевые условия на Украине. Следователь Организации Объединённых Наций по военным преступлениям Марк Гарласко обвинил Amnesty в «неверном понимании закона». «Украина может размещать силы в районах, которые они защищают, особенно в городских войнах», — написал он. «Нет необходимости стоять плечом к плечу в поле — это не 19-й век. Украина по-прежнему ОБЯЗАНА защищать гражданских лиц, и они предпринимают шаги для этого, например, помогают гражданским лицам переселяться». Следователь ООН опасается, что заявление Amnesty может поставить под угрозу гражданское население Украины. «Хотя ничто не останавливало Россию в нанесении ударов по гражданским районам, теперь у них есть оправдание», — написал г-н Гарласко. «Уважаемая правозащитная организация заявила, что цели есть. Я боюсь, что в худшем случае они расширят свои нападения на гражданские районы. В лучшем случае они могут утверждать о защите». Другой военный аналитик раскритиковал отчёт, отметив, что «Для украинских военнослужащих не является нарушением международного гуманитарного права располагаться на местности, которую им поручено защищать, а не на каком-то случайном участке прилегающего леса, где их можно обойти. Украинские военные регулярно призывали гражданских лиц покидать районы боевых действий и помогали им в этом».
Оценки Amnesty вызвали возмущение в прессе. Издание The Times пришло к выводу, что отчёт является российской пропагандой. Издание отмечает, что Amnesty International проигнорировала то, что тактика целенаправленной атаки гражданского населения широко используется российскими войсками, и размещение украинских войск вблизи гражданских объектов является ответом на эти действия с целью защиты гражданских. Украинские войска, в том числе, стремятся эвакуировать мирное население из опасных зон. Подобное мнение озвучили и в британской the Telegraph; в редакции газеты назвали Amnesty «Моральным банкротом», перед этим отметив, что головной офис Amnesty не согласовал публикацию со своим украинским отделением и что конфликт привёл к уходу главы этого отделения. Издание Deutche Welle проанализировало отчёт, отметив низкое качество расследования (в сравнении и с публикациями HRW, и с более ранними работами AI), туманные формулировки, однобокость освещения и отсутствие обратной связи от редакции. В оправдание расследования агентство Associated Press заявляло, что в последнее время их журналисты наблюдали несколько сцен, подтверждавших данные Amnesty International, и привели ряд случаев размещения украинских солдат в гражданских объектах, но при этом отметили сложность эвакуации жителей из районов боевых действий.
Amnesty принесли частичные извинения за публикацию доклада; В тексте извинения говорилось, что «Amnesty глубоко сожалеет о гневе и ярости, которые вызвал наш пресс-релиз о тактике украинских военных», при этом Amnesty не планировали отказываться от выводов расследования.

## Мародёрство
Международные организации, вроде Human Rights Watch, а также украинские, европейские и российские независимые медиа и НКО документируют и расследуют случаи мародёрства и перевозки на территорию России и Белоруссии награбленных личных вещей и промышленного оборудования. По данным радио «Свобода», ко 2 марта российские солдаты были замечены грабящими продуктовые магазины и банки в нескольких украинских городах. Сотрудники Human Rights Watch также документировали свидетельства украинцев о грабежах, например, в городе Дымер Киевской области. Корреспонденты The Wall Street Journal, общавшиеся с местными жителями, выехавшими из подконтрольных российским войскам южных районов Украины, отмечали, что «голодные и недисциплинированные российские войска стреляли в безоружных сельских жителей, врывались в супермаркеты и магазины и совершали набеги на дома в поисках еды и ценностей, поскольку их собственные линии снабжения вышли из строя». Со слов беженцев, ими были отмечены грабежи, мародёрство, расстрелы в деревнях и поборы выезжающих украинцев на российских блокпостах. Согласно данным Украинской службы Би-би-си, обвинения российских военных в мародёрстве были одним из нарративов протестов жителей Мелитополя.
О грабежах свидетельствовали данные о перемещении устройств — такая опция доступна для большинства гаджетов и аксессуаров Apple. Их украинские хозяева по геолокации видели, что вещи из их квартир находятся на территории России. Проект «Медиазона» опубликовал расследование, в котором отследил необычный всплеск роста посылок из пограничных с Украиной городов Армянск, Богучар, Валуйки, Джанкой, Железногорск, Климово, Клинцы, Мозырь, Новозыбков, Покровское, Россошь, Рыльск и Унеча в Россию через службу доставки СДЭК, совпавший по времени с началом войны. По данным издания, за три месяца военные могли так перенаправить 58 тонн вещей. В интернет попали многочисленные съёмки с камер наблюдения внутри пунктов доставки, на которых люди в военной форме заносили в отделения и заворачивали в упаковочную плёнку рюкзаки с вещами. Наибольшее число посылок было отправлено в российские города Рубцовск, Юрга, Чебаркуль, Миасс, Кызыл, Чита, Бийск и Борзя.

## Изнасилования
В ходе оккупации российские военнослужащие подвергали местное население сексуальному насилию. Изнасилования были подтверждены украинскими правоохранительными органами, представителями ООН и независимыми журналистами. На середину декабря Генпрокуратура Украины задокументировала 154 факта сексуального насилия со стороны российских военных. Спецпредставитель ООН Прамила Паттен заявила, что изнасилования являются частью российской «военной стратегии» и «преднамеренной тактики по дегуманизации жертв». Командиры российских подразделений, согласно показаниям жертв, знали и поощряли насилие, а в отдельных случаях отдавали на это приказы или поощряющие указания.
Управление верховного комиссара ООН по правам человека по состоянию на 15 мая 2022 получило 108 сообщений о сексуальном насилии над женщинами, девочками, мужчинами и мальчиками. В 78 заявлениях речь шла об изнасилованиях. УВКПЧ удалось подтвердить 23 обвинения. По данным из доклада Председателя Независимой международной комиссии по расследованию нарушений на Украине, сексуальному и гендерному насилию со стороны российских военных подверглись украинские женщины в возрасте от 4 до 82 лет.
Комиссией ООН по расследованию нарушений в Украине были зафиксированы групповые изнасилования, многократные изнасилования, изнасилования после убийства членов семьи. В ходе одного из инцидентов были изнасилованы все члены семьи: муж с женой, и их 4-летняя дочь. Комиссия отметила, что личность одного из преступников, 9 марта 2022 года в селе Богдановка Киевской области убивших мужа и многократно изнасиловавших его жену, была установлена, и против него было возбуждено заочное криминальное дело.
29 марта министр иностранных дел Украины Дмитрий Кулеба во время мероприятия организованного Chatham House заявил по видеосвязи, что не уверен в том, что Международный уголовный суд в Гааге привлечёт российских военнослужащих к ответственности, поскольку убеждён, что «когда российские солдаты насилуют женщин в украинских городах — сложно, конечно, говорить об эффективности международного права».
Издательство «Медиазона» выпустило большую статью со свидетельствами о жертвах насилия в Киевской, а также в Херсонской областях.
Интернет-издание «Украинская правда» опубликовало статью о деятельности бывшего украинского омбудсмена Людмилы Денисовой, уволенной Верховной Радой Украины в мае 2022 года. Издание сообщило, что работа «специальной телефонной линии по оказанию психологической помощи» офиса омбудсмена была непрозрачна: журналисты не смогли самостоятельно подтвердить истории, распространявшиеся Денисовой, а украинская прокуратура при проверке заявления о более тысячи звонков об изнасилованиях, из которых 450 касались изнасилования детей, обнаружила в «официальной выписке» 92 таких звонка. В то же время издание сообщило, что по состоянию на конец июня 2022 года украинская полиция ведёт 20 расследований об изнасилованиях российскими военнослужащими. Журналисты отметили, что одно расследование может касаться несколько эпизодов, и что эта статистика «может не отражать реальный масштаб преступлений», а адвокат Лариса Денисенко подчеркнула, что речь идёт о «преступлениях замалчивания и стыда».

## Фиктивные суды украинских военнопленных
Бригада «Азов» возглавила оборону Мариуполя в начале полномасштабного вторжения России в Украину в феврале 2022 года. Около 2 тыс. украинских солдат (из различных подразделений) были взяты в плен Россией в Мариуполе в мае 2022 года. В 2023 году в России начались уголовные преследования членов подразделения «Азов». Как в конце 2023 года сообщает ОБСЕ в своем отчете, процессы «вызывают вопросы о их справедливости, беспристрастности и независимости» и, похоже, нарушают международные гуманитарные законы. Большинство предстающих перед судами в России являются военнослужащими Вооруженных сил Украины, что, по мнению HRW, делает их военнопленными с соответствующим статусом и защитой в соответствии с Женевскими конвенциями об обращении с военнопленными. По мнению HRW, «предъявленные обвинения являются лишь предлогом для преследования украинских военных за оборону Мариуполя от российского штурма. Уголовное преследование военнопленных за участие в конфликте, лишение их права на справедливое судебное разбирательство, пытки и бесчеловечное обращение — все это является нарушением Женевских конвенций и военными преступлениями». Amnesty International также расценила подобные процессы как совершаемые Россией военные преступления. Россия, по-видимому, использует такие фиктивные суды для мести военнопленным за то, что они защищали свою страну. Украинский штаб по военнопленным характеризует такие судебные процессы как внутрироссийскую медиа кампанию. Так называемые суды стараются убедить россиян, что "украинская армия якобы совершает преступления против собственного населения", оправдывая таким образом российскую агрессию против Украины.

## Расследования в международных судебных инстанциях
В Международном уголовном суде в Гааге объявили об открытии расследования предполагаемых военных преступлений, преступлений против человечества и агрессии на Украине. 28 февраля главный прокурор Международного уголовного суда Карим Хан заявил, что «ознакомился с выводами предварительного изучения ситуации на Украине и убедился в наличии весомых оснований для начала расследования», поручив «своей команде изучить возможности сбора и сохранения улик». Кроме того, попросил «все государства и международное сообщество в целом о поддержке своей деятельности» и призвал все стороны конфликта проявить сдержанность и соблюдать нормы международного гуманитарного права.
17 мая Гаагский Международный уголовный суд отправил на территорию Украины группу из 42 судебных экспертов, следователей, вспомогательного персонала для сбора свидетельских показаний и оценки криминалистических и цифровых материалов таким образом, чтобы их можно было использовать в будущих разбирательствах в уголовном суде. 3 августа 2022 года глава МИД Украины Дмитрий Кулеба сообщил, что Международный уголовный суд не может рассматривать вторжение России как «агрессию». По словам дипломата «по сугубо по юридическим причинам» суд не может применить эту статью к случаю Украины и России.
Европейский суд по правам человека (ЕСПЧ) по запросу Украины предписал России не атаковать гражданских лиц и гражданские объекты Украины.
В Международном суде ООН 7 марта начались слушания по иску Украины к России. Украина утверждает, что Россия для оправдания агрессии использовала ложное толкование Конвенции 1948 года о предупреждении преступления геноцида и наказании за него, подписанной обеими сторонами. Представитель России не явился на процесс. 16 марта Международный суд ООН принял обеспечительные меры, обязав Россию прекратить военные операции на территории Украины (в том числе нерегулярными формированиями), а также обязав Россию и Украину воздерживаться от дальнейших недружественных действий.
4 марта Совет ООН по правам человека учредил независимую
международную комиссию по расследованию предполагаемых нарушений прав человека и связанных с ними преступлений в контексте агрессии России против Украины. 23 сентября эта комиссия представила устный доклад, в котором сделала выводы о том, что на Украине были совершены военные преступления. 18 октября комиссия представила подробный письменный доклад. По сведениям комиссии, Россия применяла оружие взрывного действия с обширной зоной поражения в населённых районах. Российские вооружённые силы нападали на гражданских лиц, пытавшихся бежать. Некоторые российские военнослужащие совершали внесудебные казни, сексуальное насилие, пытки и незаконное заключение под стражу. Среди жертв этих преступлений были дети. В докладе также упоминается о случаях жестокого обращения с российскими солдатами со стороны ВСУ.
На 29 марта 2022 года Эстония, Германия, Латвия, Литва, Норвегия, Польша, Словакия, Испания, Швеция и Украина заявили о своём намерении начать расследование в рамках универсальной юрисдикции военных преступлений, связанных с российским вторжением на Украину в 2022 году.
В мае HRW в своём докладе обвинила российские войска в проведении казней без суда, пыток и других серьёзных злоупотреблений в двух регионах Украины, задокументировав случаи «очевидных военных преступлений».

### Германия
8 марта 2022 года Генеральный прокурор Германии заявил, что возбудил расследование в соответствии со своим законом об универсальной юрисдикции Völkerstrafgesetzbuch. Первоначальные области расследований включали неизбирательные нападения на мирных жителей и гражданскую инфраструктуру, применение кассетных боеприпасов и сообщения о том, что российские силы имеют расстрельные списки для убийства украинских активистов и политиков.

### Литва
В начале марта 2022 года Генеральная прокуратура Литвы начала «досудебное расследование военных преступлений и преступлений против человечности» вторжения России на Украину в 2022 году. В начале апреля Генеральная прокуратура заявила, что будет расследовать дело о гибели режиссёра Мантаса Кведаравичюса, убитого во время обстрела российскими войсками близ Мариуполя, когда город находился в осаде, в рамках общего расследования.

### Испания
8 марта 2022 года Министерство прокуратуры Испании открыло расследования универсальной юрисдикции как в связи с преступлением агрессии со стороны Российской Федерации, так и в связи с «серьёзными нарушениями международного гуманитарного права».

### Швеция
5 апреля 2022 года прокуратура Швеции (SPA) заявила, что она начала предварительное расследование того, что, по-видимому, является «тяжкими военными преступлениями», совершаемыми на Украине. Первоначальные цели расследования включали сбор доказательств в Швеции, которые впоследствии могли быть использованы в судебных разбирательствах в Швеции, другой стране, осуществляющей универсальную юрисдикцию, или в расследовании МУС. SPA призвал выживших и свидетелей выйти на связь.

### Франция
В апреле 2022 года для расследования гибели мирных жителей в Буче прибыли восемнадцать сотрудников Института криминалистики Национальной жандармерии Франции.

### Международный уголовный суд
5 марта 2024 года Международный уголовный суд выдал ордера на арест командующего дальней авиацией ВКС России Сергея Кобылаша и командующего Черноморским флотом ВМФ России Виктора Соколова в связи с военными преступлениями в ходе российского вторжения на Украину, в частности, за преднамеренные атаки по украинским гражданским лицам и гражданским объектам.
24 июня 2024 года Международный уголовный суд выдал ордера на арест бывшего министра обороны России Сергея Шойгу и начальника российского генштаба Валерия Герасимова из-за предполагаемых военных преступлений в ходе вторжения на Украину, в частности за удары по энергосистеме и гражданской инфраструктуре Украины.

## Создание гуманитарной катастрофы
Директор украинского отделения Amnesty International Оксана Покальчук в интервью DW обвинила Россию в применении тактики истощения мирного населения в осаждённых городах (умышленном перекрытии доступа к пище, воде, электроэнергии, теплоснабжению) и доведении их до гуманитарной катастрофы. Покальчук были отмечены случаи блокирования гуманитарных коридоров, обстрелов автобусов, убийства гражданских лиц, пытавшихся уехать из осаждённых городов. В Киевской и Черниговской областях Украины зафиксированы случаи гибели гражданских лиц в результате обстрелов российскими военными гражданских машин и внесудебной казни. При этом российские военные не пытались выяснить принадлежность находящихся в машинах людей к комбатантам.
Министерство иностранных дел и Генеральный штаб министерства обороны Украины сообщали о краже Россией зерна с территорий Херсона и Мелитополя; в общей сложности заявлялось о возможном вывозе сотен тысяч тонн зерна. Позже на спутниковых снимках Maxar Technologies было запечатлено, как в порту Севастополя российские суда нагружались зерном. CNN отмечает, что однозначно установить принадлежность зерна на этих снимках затруднительно, однако в самом Крыму зерно производится в малых количествах. BBC провело своё расследование, используя данные GPS-трекеров на угнанных российскими солдатами зерновозах, свидетельства фермеров и спутниковые снимки. Издание смогло выявить основные пути транспортировки украденного на оккупированных землях зерна в Крым и отследить корабли, привозящие зерно в Сирию и Турцию. В некоторых случаях россияне заставляют украинских фермеров продавать зерно по ценам значительно ниже рыночных и подписывать документы, подтверждающие, что оно было куплено «на законных основаниях». Кроме того, по сведениям украинских источников, российские солдаты крадут фермерское оборудование и запугивают фермеров на оккупированных территориях. WSJ провели своё расследование, проанализировав спутниковые снимки, посты и фотографии в соцсетях, данные транспондеров на судах, документы и свидетельства очевидцев и солдат российской армии, также установило, что Россия вывозит через Крым сотни тысяч тонн зерна из Каменки-Днепровской и Бердянска.
По оценке ВОЗ, из-за нехватки медикаментов и недоступности лечения хронических заболеваний во время военных действий могли погибнуть как минимум 3000 украинцев. Кроме того, войны всегда сопровождаются инфекционными заболеваниями, и эта война не будет исключением. Из-за атак российских войск на украинскую систему здравоохранения и инфраструктуру доступ украинцев к лечению будет затруднён. Из-за атак российских войск в Мариуполе и Харькове закрылись клиники для людей с ВИЧ, что подвергает их риску остаться без лечения. Из-за невозможности соблюдения социальной дистанции в подземных убежищах и сорванной программы вакцинации в стране могут возникнуть вспышки COVID-19. По данным ООН, в Мариуполе вода смешивается с канализационными стоками, что в совокупности с большим числом мусора, незахороненными трупами и разрушенной медицинской инфраструктурой создаёт риск вспышки инфекционных заболеваний, а мэр города заявил, что в городе уже были обнаружены случаи холеры и дизентерии.
По данным ЮНИСЕФ, по состоянию на 15 апреля на Востоке Украины 1,4 миллиона человек не имели доступа к безопасной воде, а ещё 4,6 миллионов человек имели только ограниченный доступ.

## Отрицание военных преступлений
Россия в ходе своей войны против Украины, как и многие другие государства в истории XX века, отрицает свои военные преступления, применяя ложь, пропаганду и демагогические приёмы. Реакцией РФ на фото- и видеодоказательства преступлений с погибшими мирными жителями в Буче были контробвинения в провокации и постановке. Это стало стандартной реакцией России на обвинения со стороны Украины и свидетельства независимых журналистов. Подобные реакции уже были в истории. В 1937 году после бомбардировки франкистами и Германией испанского города Герники занявшие город прятали доказательства бомбардировки и имитировали подрыв для обвинения в разрушениях самих оборонявшихся, а в прессе давали комментарии, что бомбардировку выдумали «пьяницы и обманщики». Сербы, обстрелявшие в 1994 году рынок в Сараеве, утверждали, что боснийцы обстреляли себя сами, чтобы «вызвать сочувствие и получить помощь Запада». В Сербии эта версия событий до сих пор популярна. Турецкие власти до сих пор отрицают геноцид армян и уничтожают данные о нём в архивах.